# Kočín-Lančár
Kočín-Lančár es un municipio del distrito de Piešťany en la región de Trnava, Eslovaquia, con una población estimada a final del año 2024 de 503 habitantes.
Se encuentra ubicado en el centro-este de la región, cerca del río Váh (cuenca hidrográfica del Danubio) y de la región de Nitra.

## Demografía
| Año        | 1994 | 2004    | 2014    | 2024    |
| ---------- | ---- | ------- | ------- | ------- |
| Población  | 542  | 521     | 525     | 503     |
| Diferencia |      | −3,87 % | +0,76 % | −4,19 % |

| Año        | 2023 | 2024 |
| ---------- | ---- | ---- |
| Población  | 503  | 503  |
| Diferencia |      | +0 % |